# Vladimir Samsonov
Vladimir Samsonov (* 17. dubna 1976) je bývalý běloruský profesionální stolní tenista. Startoval na šesti po sobě jdoucích olympijských hrách v letech 1996 až 2016 – v roce 2016 se umístil na čtvrtém místě a v letech 1996 a 2000 byl na pátém místě. V Číně se mu přezdívá "Mistr Tai Chi" díky jeho všestrannému stylu v útoku i obraně.[zdroj?]

## Kariéra
Samsonov vyhrál rekordních 12 titulů Ligy mistrů (včetně dvou z předchůdce soutěže, Evropského poháru mistrů klubů) – tři s Borussií Düsseldorf (1997, 1998, 2000), pět s Charleroi (2001, 2002, 2003, 2004, 2007) a pět s Fakel Orenburg (2012, 2013, 2015, 2017, 2019). Jeho 12 titulů je nejen nejvíce ze všech stolních tenistů, ale také více, než kdy kterýkoli muž nebo žena vyhrál v evropských ligách mistrů ve všech sportech.
Za kluby evropské nejvyšší ligy začal hrát v roce 1994, kdy podepsal smlouvu s Borussií Düsseldorf. O šest let později se připojil k Royal Charleroi v Belgii. V roce 2008 se přestěhoval do Španělska, kde hrál za klub SuperDivision Cajagranada, ale po jediné sezóně odešel do ruského klubu Fakel Orenburg, kde o dvanáct let později ukončil svou sportovní kariéru.
Samsonov je známý tím, že byl umístěn v nejlepší desítce světového žebříčku déle než kdokoli jiný v historii oficiálního hodnocení, kromě stolního tenisty Jana-Ove Waldnera. Poprvé se dostal do TOP 10 v roce 1996, kde se poté vyšplhal na nejvyšší pozici v roce 1998. Zůstal v TOP 10 po dobu 15 let až do listopadu 2011. Dříve držel titul hráče s nejvíce tituly ITTF Pro/World Tour (27 titulů) dokud ho nepřekonal Ma Long s 28 tituly. Samsonov byl vicemistrem světa v roce 1997 a je také trojnásobným mistrem Evropy (1998, 2003, 2005) a trojnásobným vítězem Světového poháru (1999, 2001, 2009).
Samsonov byl oceněn Cennou Fair-Play Richarda Bergmanna na mistrovství světa rekordně třikrát, v letech 2003, 2007 a 2013.
V roce 2021, přestože se kvalifikoval na olympijské hry v Tokiu, což byla jeho sedmá kvalifikace na olympijské hry, Samsonov odstoupil z turnaje a krátce poté oznámil svůj odchod do důchodu.

## Osobní život
Od sedmi let trénoval Samsonova Alexandre Petkevich. Samsonov je polyglot, mluví rusky, anglicky, německy, srbsky a španělsky.